# Raffaele Maiello
Raffaele Maiello (Acerra, 10 de Julho de 1991) é um futebolista italiano, que milita atualmente no Frosinone.

## Carreira
Maiello começou a carreira no Napoli.